# Zapada
Zapada (лат.) — род веснянок из семейства немуриды, описанный Биллом Риккером в 1952 году. Название происходит от русского слова «запад».

## Внешнее строение
Длина тела имаго от 5 до 14 мм. Крылья затемнённые или покрыты пятнами. Жилки тёмные. Кольцо вентрального склерита анальной пластинки короткое. Церки удлинённые. Длина тела личинки 5—8 мм. Жабры на груди простые или разделяются на 2—4 ветвей. Бёдра с поперечным рядом шипиков.

## Биология
Личинки развиваются небольших, холодных, высокогорных ручьях и родниках, по характеру питания являются детритофагами. Имаго летают весной.

## Классификация
В мировой фауне около 10 видов.
- Zapada chila (Ricker, 1952)
- Zapada cinctipes (Banks, 1897)
- Zapada columbiana (Claassen, 1923)
- Zapada cordillera (Baumann and Gaufin, 1971)
- Zapada frigida (Claassen, 1923)
- Zapada glacier (Baumann and Gaufin, 1971)
- Zapada haysi (Ricker, 1952)
- Zapada katahdin Baumann and Mingo, 1987
- Zapada oregonensis (Claassen, 1923)
- Zapada quadribranchiata (Zhiltzova, 1977)
- Zapada wahkeena (Jewett, 1954)

## Распространение
Представители рода встречаются преимущественно западной части Северной Америки. На Дальнем Востоке России и в Корее встречается один вид Zapada quadribranchiata.